# Hørnum Dyb
Hørnum Dyb (tysk Hörnumtief, sildfrisisk Hörnem Diip, førfrisisk Hörnem Jip) er en større pril (tidevandsrende) sydøst for Sild og nordvest for Før i det nordfrisiske vadehav i Sydslesvig. Prilen har tilløb af Ejdum Dyb, Før Ley, Øster- og Vesterley og forsætter mod vest som Fartrap Dyb.
Hørnum Dyb er benævnt efter landsbyen Hørnum på Silds sydlige odde.